# Pothyne mindanaonis
Pothyne mindanaonis är en skalbaggsart som beskrevs av Stefan von Breuning 1942. Pothyne mindanaonis ingår i släktet Pothyne och familjen långhorningar.
Artens utbredningsområde är Filippinerna. Inga underarter finns listade i Catalogue of Life.